# FC Moscova
FC Moscova (rusă Футбольный клуб Москва) este o echipă de fotbal din Rusia. Cea mai bună performanță a fost un loc 4 în 2007.

## Istoric
Rusia
| Sezon | Div.                | Poz. | J. | V  | E  | Î  | GP | GÎ | P  | Domestic Cup       | Europe | Europe    | Note     |
| ----- | ------------------- | ---- | -- | -- | -- | -- | -- | -- | -- | ------------------ | ------ | --------- | -------- |
| 1997  | 3rd (Zone 3)        | 3    | 40 | 23 | 8  | 9  | 77 | 29 | 77 |                    |        |           |          |
| 1998  | 3rd (Zone "Center") | 1    | 40 | 28 | 6  | 6  | 90 | 30 | 90 | Round of 128       |        |           | Promoted |
| 1999  | 2nd                 | 4    | 42 | 23 | 13 | 6  | 67 | 27 | 82 | Round of 32        |        |           |          |
| 2000  | 2nd                 | 2    | 38 | 24 | 8  | 6  | 62 | 28 | 80 | Round of 64        |        |           | Promoted |
| 2001  | 1st                 | 14   | 30 | 7  | 10 | 13 | 22 | 35 | 31 | Round of 32        |        |           |          |
| 2002  | 1st                 | 14   | 30 | 6  | 10 | 14 | 20 | 39 | 28 | Quarterfinals      |        |           |          |
| 2003  | 1st                 | 14   | 30 | 8  | 5  | 17 | 25 | 39 | 29 | Round of 32        |        |           |          |
| 2004  | 1st                 | 9    | 30 | 10 | 10 | 10 | 38 | 39 | 40 | Round of 32        |        |           |          |
| 2005  | 1st                 | 5    | 30 | 14 | 8  | 8  | 36 | 26 | 50 | Round of 16        |        |           |          |
| 2006  | 1st                 | 6    | 30 | 10 | 13 | 7  | 41 | 37 | 43 | Round of 16        | IC     | 3rd Round |          |
| 2007  | 1st                 | 4    | 30 | 15 | 7  | 8  | 40 | 32 | 52 | Runner-Up          |        |           |          |
| 2008  | 1st                 | 9    | 30 | 9  | 11 | 10 | 34 | 36 | 38 | Sferturi de Finală |        |           |          |

## Lot
| Nr. |          | Poziție | Jucător             |
| --- | -------- | ------- | ------------------- |
| 1   | Rusia    | P       | Aleksandr Sheshukov |
| 4   | Brazilia | F       | Jean Narde          |
| 5   | Rusia    | F       | Gia Grigalava       |
| 6   | Slovenia | M       | Branko Ilič         |
| 7   | Rusia    | M       | Aleksandr Marenich  |
| 8   | Rusia    | M       | Dmitri Tarasov      |
| 9   | Serbia   | A       | Zvonimir Vukić      |
| 10  | Rusia    | M       | Aleksandr Stavpets  |
| 11  | Rusia    | A       | Aleksei Rebko       |
| 12  | Rusia    | P       | Kirill Nababkin     |

| Nr. |                   | Poziție | Jucător            |
| --- | ----------------- | ------- | ------------------ |
| 14  | Republica Moldova | M       | Alexandru Epureanu |
| 15  | Belarus           | F       | Anton Amelchenko   |
| 16  | Rusia             | M       | Pavel Golyshev     |
| 17  | Rusia             | F       | Aleksandr Samedov  |
| 18  | Slovenia          | F       | Martin Jakubko     |
| 19  | Rusia             | M       | Artur Rylov        |
| 20  | Nigeria           | F       | Isaac Okoronkwo    |
| 24  | Rusia             | F       | Igor Strelkov      |
| 25  | Republica Irlanda | M       | Dacosta Goore      |